# Gnaphaloryx opacus
Gnaphaloryx opacus là một loài bọ cánh cứng trong họ Lucanidae. Loài này được Burmeister mô tả khoa học năm 1847.